# Йозеф-Август Фіц
Йозеф-Август Фіц (нім. Josef-August Fitz; 9 січня 1910, Лустенау — 1 січня 1977, Інсбрук) — австрійський та німецький офіцер, лейтенант австрійської армії, оберстлейтенант люфтваффе. Кавалер Лицарського хреста Залізного хреста з дубовим листям.

## Біографія
В 1929 році вступив в австрійську армію. З 1937 року служив в тірольському полку земельної оборони. Після аншлюсу автоматично перейшов у вермахт. З початком Другої світової війни переведений в моторизовані частини. Учасник Польської, Французької і Балканської кампаній, а також Німецько-радянгської війни, де командував 1-м батальйоном 74-го танково-гренадерського полку. Відзначився у боях під В'язьмою. В 1943 році був тяжко поранений, а після одужання переведений в люфтваффе і в 1944 році призначений командиром 1-го батальйону 1-го парашутного моторизованого полку «Герман Герінг», який бився в районі Неттуно.

## Нагороди
- Почесний знак ополчення 1934 (21 листопада 1934)
- Медаль «За вислугу років у Вермахті» 4-го класу (4 роки)
- Медаль «У пам'ять 13 березня 1938 року»
- Залізний хрест
  - 2-го класу (29 вересня 1939)
  - 1-го класу (23 жовтня 1942)
- Медаль «У пам'ять 1 жовтня 1938 року» із застібкою «Празький град» (31 грудня 1939)
- Нагрудний знак «За участь у загальних штурмових атаках» (21 квітня 1941)
- Сертифікат Пошани Головнокомандувача Сухопутних військ Вермахту (22 вересня 1941)
- Орден «За хоробрість» 4-го ступеня, 1-й класу (Третє Болгарське царство; 16 січня 1942)
- Медаль «За зимову кампанію на Сході 1941/42» (1 серпня 1942)
- Лицарський хрест Залізного хреста з дубовим листям
  - лицарський хрест (11 грудня 1942)
  - дубове листя (№511; 24 червня 1944)
- Нагрудний знак «За поранення» в золоті (21 грудня 1942)
- Нагрудний знак ближнього бою в сріблі (1943)
- 2 нарукавні знаки «За знищений танк»